# غراهام هاي
غراهام هاي (بالإنجليزية: Graham Hay)‏ هو لاعب كرة قدم بريطاني في مركز الدفاع، ولد في 27 نوفمبر 1965 في فلكرك في المملكة المتحدة. لعب مع نادي أردريونيانز ونادي ستيرلينغ ألبيون ونادي فالكيرك.

## وصلات خارجية
- غراهام هاي على موقع قاعدة بيانات كرة القدم.إي يو (الإنجليزية)
- غراهام هاي على موقع Soccerbase.com (لاعب) (الإنجليزية)